# Quantum Leap (serie de televisión de 2022)
Quantum Leap es una serie de televisión de ciencia ficción estadounidense. La serie es un reinicio de la historia homónima de 1989 creada por Donald P. Bellisario, que tiene como ambientación treinta años después de los sucesos de la serie original. Está protagonizada por Raymond Lee, Caitlin Bassett, Mason Alexander Park, Nanrisa Lee y Ernie Hudson. Se estrenó a través de NBC el 19 de septiembre de 2022. En diciembre de 2022, la serie fue renovada para una segunda temporada que se estrenó el 4 de octubre de 2023. En abril de 2024, la serie fue cancelada tras dos temporadas.

## Reparto

### Principales
- Raymond Lee como el Dr. Ben Song
- Caitlin Bassett como Addison Augustine
- Mason Alexander Park como el Dr. Ian Wright
- Nanrisa Lee como Jenn Chou
- Ernie Hudson como Herbert «Magic» Williams
- Eliza Taylor como Hannah Carson (temporada 2)
- Peter Gadiot como Tom Westfall (temporada 2)

### Recurrentes
- Susan Diol como Beth Calavicci
- Georgina Reilly como Janis Calavicci
- Walter Perez como Richard Masterson / Leaper X

### Invitados
| - Deborah Pratt como Ziggy - Michael Welch como Ryan - Michael Malarkey como Cole - Carly Pope como Samantha Stratton - José Zúñiga como el Comandante Jim Reynolds - Álex González como Marco - Justin Hartley como Jake - Sofia Pernas como Tammy Jean Jessup - Mark Damon Espinoza como Alberto Sandoval - Yaani King Mondschein como Frankie - Jewel Staite como Naomi Harvey - Elyse Levesque como Lola Gray - Josh Meyers como Percival Gray - Chido Nwokocha como el Dr. Felix Watts - Eric Lee Huffman como Adam Sullivan - Kurt Yaeger como Ringer - Deborah Ann Woll como Carly Farmer - Sumalee Montano como Carolina Carlo - Eugene Byrd como el Dr. Harper - Stan Shaw como Eli Jackson - François Chau como Louis Tann - Robert Picardo como Dr. Edwin Woolsey - Matt Glave como Coronel Jack Parker - Joe Dinicol como Eugene Wagner - Brandon Routh como Alexander Augustine - Patrick Fischler como el Dr. Mueller - Davida Williams como Leslie Drobis - Bart Johnson como Paul Kirk | - François Arnaud como Curtis Bailey - Aaron Abrams como Ronny Abrams - P. J. Byrne como Enock Abrams - Melissa Roxburgh como Ellen Grier - Janet Montgomery como Rebecca Egan - Graham Patrick Martin como Sean Egan - Louis Herthum como Sheriff Woodrow Morgan - William deVry como General Austin Murray - Tim Matheson como Neal Russell - Erica Gimpel como Laura Evans - C. S. Lee como Jin Park - Benjamin Flores Jr. como Dwain - Cullen Douglas como el Dr. Karl Donovan - Brian Van Holt como Magistrate Bloodhorne - Azita Ghanizada como Laya Adel - Lou Diamond Phillips como Shepherd Barnes - David Clayton Rogers como Kevin Zatt - Josh Dean como Josh Nally - Alicia Lagano como Elena Carr - Dan Bakkedahl como Milton Wells - Keon Alexander como Ricardo Baragan - Nadine Ellis como Connie Davis - John Marshall Jones como Davidson Best - James Frain como Gideon Rydge - Wyatt Parker como Jeffrey Nally |

## Episodios
| Temporada | Temporada | Episodios | Episodios | Emisión original         | Emisión original      |
| Temporada | Temporada | Episodios | Episodios | Primera emisión          | Última emisión        |
| --------- | --------- | --------- | --------- | ------------------------ | --------------------- |
|           | 1         | 18        | 18        | 19 de septiembre de 2022 | 3 de abril de 2023    |
|           | 2         | 13        | 13        | 4 de octubre de 2023     | 20 de febrero de 2024 |

### Primera temporada (2022–23)
| N.º en serie | N.º en temp. | Título                        | Dirigido por                   | Escrito por                                                                                       | Lugar y fecha del salto | Fecha de emisión original | Audiencia (millones) |
| ------------ | ------------ | ----------------------------- | ------------------------------ | ------------------------------------------------------------------------------------------------- | --- | ------------------------- | -------------------- |
| 1            | 1            | «July 13th, 1985»             | Thor Freudenthal               | Steven Lilien y Bryan Wynbrandt                                                                   | Filadelfia, Pensilvania 13 de julio de 1985 | 19 de septiembre de 2022  | 3.35                 |
| 2            | 2            | «Atlantis»                    | David McWhirter                | Robert Hull                                                                                       | Transbordador espacial Atlantis 7 de marzo de 1998 | 26 de septiembre de 2022  | 2.77                 |
| 3            | 3            | «Somebody Up There Likes Ben» | Marcus Stokes                  | Drew Lindo                                                                                        | Las Vegas, Nevada 2 de octubre de 1977 | 3 de octubre de 2022      | 2.58                 |
| 4            | 4            | «A Decent Proposal»           | Rachel Talalay                 | Moira Kirland                                                                                     | Los Ángeles, California 29 de julio de 1981 | 10 de octubre de 2022     | 2.46                 |
| 5            | 5            | «Salvation or Bust»           | Silas Howard                   | Benjamin Raab y Deric A. Hughes                                                                   | Salvation, California 1879 | 17 de octubre de 2022     | 2.41                 |
| 6            | 6            | «What a Disaster!»            | Helen Shaver y Chris Grismer   | Historia de: Steven Lilien y Bryan Wynbrant Guion de: Steven Lilien, Bryan Wynbrant y Martin Gero | San Francisco, California 17 de octubre de 1989 | 24 de octubre de 2022     | 2.22                 |
| 7            | 7            | «O Ye of Little Faith»        | Chris Grismer                  | Margarita Matthews                                                                                | Coventon, Maryland 31 de octubre de 1934 | 31 de octubre de 2022     | 2.33                 |
| 8            | 8            | «Stand by Ben»                | Avi Youabian                   | Emily Kim                                                                                         | Condado de Lassen, California 10 de julio de 1996 | 7 de noviembre de 2022    | 2.65                 |
| 9            | 9            | «Fellow Travelers»            | David Grossman                 | Historia de: Drew Lindo y Dean Georgaris Guion de: Drew Lindo                                     | Chicago, Illinois 24 de abril de 1979 | 2 de enero de 2023        | 2.31                 |
| 10           | 10           | «Paging Dr. Song»             | Tessa Blake                    | Benjamin Raab y Deric A. Hughes                                                                   | Seattle, Washington 1994 | 9 de enero de 2023        | 1.75                 |
| 11           | 11           | «Leap. Die. Repeat.»          | Pamela Romanowsky              | Margarita Matthews                                                                                | Fort Worth, Texas 12 de septiembre de 1962 | 30 de enero de 2023       | 2.10                 |
| 12           | 12           | «Let Them Play»               | Morenike Joela Evans y Shakina | Shakina                                                                                           | Los Ángeles, California 2012 | 6 de febrero de 2023      | 1.75                 |
| 13           | 13           | «Family Style»                | Deborah M. Pratt               | Aadrita Mukerji                                                                                   | Portland, Oregón septiembre 2009 | 27 de febrero de 2023     | 2.02                 |
| 14           | 14           | «S.O.S»                       | Chris Grismer                  | Dean Georgaris                                                                                    | U.S.S. Montana, Mar del Sur de China 7 de mayo de 1989                                                                                                | 6 de marzo de 2023        | 2.19                 |
| 15           | 15           | «Ben Song for the Defense»    | Kristen Windell                | Romy Loor                                                                                         | Queens, Nueva York 1985 | 13 de marzo de 2023       | 2.28                 |
| 16           | 16           | «Ben, Interrupted»            | Jude Weng                      | Annelise Kollevoll Medina                                                                         | Boston, Massachusetts 1954 | 20 de marzo de 2023       | 1.92                 |
| 17           | 17           | «The Friendly Skies»          | Linda Mendoza                  | Alex Berger                                                                                       | Vuelo 349 de Transglobal Airlines sobrevolando el Océano Atlántico de Londres a Nueva York 5 de agosto de 1971                                        | 27 de marzo de 2023       | 2.25                 |
| 18           | 18           | «Judgment Day»                | Chris Grismer                  | Margarita Matthews                                                                                | Los Ángeles, California; 2051 Los Ángeles, California; 2018 Boston, Massachusetts; 1954 U.S.S. Montana; 2 de mayo de 1989 Salvation, California; 1879 | 3 de abril de 2023        | 2.16                 |

### Segunda temporada (2023–24)
| N.º en serie | N.º en temp. | Título                   | Dirigido por      | Escrito por                                                       | Lugar y fecha del salto                           | Fecha de emisión original | Audiencia (millones) |
| ------------ | ------------ | ------------------------ | ----------------- | ----------------------------------------------------------------- | ------------------------------------------------- | ------------------------- | -------------------- |
| 19           | 1            | «This Took Too Long!»    | John Terlesky     | Martin Gero                                                       | Russia 1978                                       | 4 de octubre de 2023      | 2.90                 |
| 20           | 2            | «Ben & Teller»           | Kristin Windell   | Aadrita Mukerji                                                   | Tucsón, Arizona 9 de mayo de 1986                 | 11 de octubre de 2023     | 2.62                 |
| 21           | 3            | «Closure Encounters»     | Chris Grismer     | Romy Loor                                                         | Starlight, Nuevo México 1949                      | 18 de octubre de 2023     | 2.71                 |
| 22           | 4            | «The Lonely Hearts Club» | M. J. Bassett     | Kristy Lowrey                                                     | Los Ángeles, California 4 de abril de 2000        | 25 de octubre de 2023     | 2.56                 |
| 23           | 5            | «One Night in Koreatown» | Tamika Miller     | Benjamin Raab y Deric A. Hughes                                   | Los Ángeles, California 29 de abril de 1992       | 1 de noviembre de 2023    | 2.95                 |
| 24           | 6            | «Secret History»         | Pamela Romanowsky | Drew Lindo                                                        | Princeton, Nueva Jersey 15 de mayo de 1955        | 15 de noviembre de 2023   | 3.00                 |
| 25           | 7            | «A Kind of Magic»        | Avi Youabian      | Margarita Matthews                                                | Middleton, Massachusetts 25 de septiembre de 1692 | 6 de diciembre de 2023    | 2.46                 |
| 26           | 8            | «Nomads»                 | Chris Grismer     | Dean Georgaris                                                    | El Cairo, Egipto mayo de 1961                     | 13 de diciembre de 2023   | 2.59                 |
| 27           | 9            | «Off the Cuff»           | Joe Menéndez      | Alex Berger                                                       | Trenton, Nueva Jersey 10 de abril de 1970         | 30 de enero de 2024       | 1.69                 |
| 28           | 10           | «The Family Treasure»    | Jude Weng         | Shakina                                                           | México 1953                                       | 6 de febrero de 2024      | 1.58                 |
| 29           | 11           | «The Outsider»           | Deborah Pratt     | Guion de: Rammy Park y Margarita Matthews Historia de: Rammy Park | Denver 1982                                       | 13 de febrero de 2024     | 1.34                 |
| 30           | 12           | «As the World Burns»     | Pamela Romanowsky | Benjamin Raab y Deric Hughes                                      | Baltimore, Maryland 1974                          | 20 de febrero de 2024     | 1.38                 |
| 31           | 13           | «Against Time»           | Chris Grismer     | Drew Lindo                                                        | Sonoma, California 1976                           | 20 de febrero de 2024     | 1.36                 |

## Producción

### Desarrollo
En septiembre de 2021, Scott Bakula, quien interpretó el personaje principal en la serie original, insinuó que un reinicio de Quantum Leap se estaba considerando con el creador Donald P. Bellisario regresando en alguna capacidad. En enero de 2022, NBC ordenó la producción de un piloto, con planes para que los guionistas Steven Lilien y Bryan Wynbrandt actuaran como showrunners junto a los productores ejecutivos Martin Gero y la productora y guionista de la serie original Deborah Pratt. Helen Shaver fue contratada para dirigir el episodio piloto y también como productora ejecutiva. En mayo de 2022, se anunció que NBC había ordenado la serie.
Tras recibir la orden de una serie completa, Aadrita Mukerji y Dean Georgaris se unieron como productores ejecutivos adicionales, y Gero asumió la dirección de la serie, mientras que Lilien y Wynbrandt permanecieron como productores ejecutivos. Un nuevo piloto fue dirigido por Thor Freudenthal, mientras que el piloto original se emitirá más adelante en la temporada.
La decisión de no lanzar la serie con el piloto original se tomó para ofrecer una mejor introducción a la serie, y se reprogramó como el sexto episodio con algunos cambios de rodaje añadidos para dar contexto.
En septiembre de 2022, Bakula confirmó que los productores le habían propuesto retomar su papel de Sam Beckett en el reinicio, pero que finalmente había decidido no participar en la nueva serie, afirmando en un comunicado en Instagram: «Como la serie siempre ha estado cerca y ha sido muy querida para mí, ha sido una decisión muy difícil pasar del proyecto».
Tras la emisión de los tres primeros episodios, la NBC ordenó seis episodios adicionales para la primera temporada, con lo que el total ascendió a 18 episodios. El 12 de diciembre de 2022, NBC renovó la serie para una segunda temporada, que se rodó antes del inicio de la huelga del Sindicato de Guionistas de Estados Unidos de 2023 y de la huelga SAG-AFTRA de 2023. La temporada se estrenó el 4 de octubre de 2023. El 5 de abril de 2024, NBC canceló la serie tras dos temporadas.

### Casting
El 4 de marzo de 2022, Raymond Lee fue el primer actor anunciado para la serie. El 8 de marzo de 2022, se anunció a Ernie Hudson, Nanrisa Lee, Mason Alexander Park y Caitlin Bassett en papeles principales. El 1 de agosto de 2022, Georgina Reilly se unió al elenco en un papel recurrente.

## Emisión y lanzamiento
Quantum Leap se estrenó el 19 de septiembre de 2022 por NBC.

### Emisiones internacionales
En España, la serie fue estrenada el 1 de septiembre de 2023 mediante el canal Syfy y en VOD por Universal+.

## Recepción

### Críticas
En Rotten Tomatoes la serie tiene un índice de aprobación del 50%, basado en 20 reseñas, con una calificación promedio de 5.2/10. El consenso crítico del sitio dice «Este reinicio más serializado de Quantum Leap tiene suficiente corazón para merecer un vistazo de los espectadores con el lujo del tiempo, pero a menudo se olvida de divertirse con la estructura episódica que hizo del original un clásico». En Metacritic, tiene puntaje promedio ponderado de 56 sobre 100, basada en 8 reseñas, lo que indica «reseñas mixtas o medias».

### Primera temporada
| N.º | Título                        | Fecha de emisión         | ÍA (18–49) | Audiencia (millones) | DVR (18–49) | Audiencia DVR (millones) | Total (18–49) | Audiencia total (millones) |
| --- | ----------------------------- | ------------------------ | ---------- | -------------------- | ----------- | ------------------------ | ------------- | -------------------------- |
| 1   | «July 13th, 1985»             | 19 de septiembre de 2022 | 0.5        | 3.35                 | 0.3         | 2.17                     | 0.7           | 5.52                       |
| 2   | «Atlantis»                    | 26 de septiembre de 2022 | 0.3        | 2.77                 | 0.3         | 1.90                     | 0.6           | 4.67                       |
| 3   | «Somebody Up There Likes Ben» | 3 de octubre de 2022     | 0.4        | 2.58                 | 0.3         | 1.98                     | 0.6           | 4.56                       |
| 4   | «A Decent Proposal»           | 10 de octubre de 2022    | 0.4        | 2.46                 | 0.3         | 1.72                     | 0.7           | 4.18                       |
| 5   | «Salvation or Bust»           | 17 de octubre de 2022    | 0.4        | 2.41                 | 0.3         | 1.65                     | 0.6           | 4.06                       |
| 6   | «What a Disaster!»            | 24 de octubre de 2022    | 0.3        | 2.22                 | 0.2         | 1.54                     | 0.6           | 3.76                       |
| 7   | «O Ye Of Little Faith»        | 31 de octubre de 2022    | 0.3        | 2.33                 | 0.2         | 1.48                     | 0.5           | 3.81                       |
| 8   | «Stand by Ben»                | 7 de noviembre de 2022   | 0.4        | 2.65                 | 0.2         | 1.56                     | 0.6           | 4.21                       |
| 9   | «Fellow Travelers»            | 2 de enero de 2023       | 0.3        | 2.31                 | 0.3         | 1.47                     | 0.6           | 3.77                       |
| 10  | «Paging Dr. Song»             | 9 de enero de 2023       | 0.3        | 1.75                 | 0.3         | 1.66                     | 0.5           | 3.42                       |
| 11  | «Leap. Die. Repeat.»          | 30 de enero de 2023      | 0.3        | 2.10                 | —           | —                        | —             | —                          |
| 12  | «Let Them Play»               | 6 de febrero de 2023     | 0.3        | 1.75                 | —           | —                        | —             | —                          |
| 13  | «Family Style»                | 27 de febrero de 2023    | 0.4        | 2.02                 | —           | —                        | —             | —                          |
| 14  | «S.O.S»                       | 6 de marzo de 2023       | 0.3        | 2.19                 | —           | —                        | —             | —                          |
| 15  | «Ben Song for the Defense»    | 13 de marzo de 2023      | 0.4        | 2.28                 | —           | —                        | —             | —                          |
| 16  | «Ben, Interrupted»            | 20 de marzo de 2023      | 0.3        | 1.92                 | —           | —                        | —             | —                          |
| 17  | «The Friendly Skies»          | 27 de marzo de 2023      | 0.3        | 2.25                 | —           | —                        | —             | —                          |
| 18  | «Judgment Day»                | 3 de abril de 2023       | 0.3        | 2.16                 | —           | —                        | —             | —                          |

### Segunda temporada
| N.º | Título                   | Fecha de emisión        | ÍA (18–49) | Audiencia (millones) |
| --- | ------------------------ | ----------------------- | ---------- | -------------------- |
| 1   | «This Took Too Long!»    | 4 de octubre de 2023    | 0.3        | 2.90                 |
| 2   | «Ben & Teller»           | 11 de octubre de 2023   | 0.3        | 2.62                 |
| 3   | «Closure Encounters»     | 18 de octubre de 2023   | 0.3        | 2.71                 |
| 4   | «The Lonely Hearts Club» | 25 de octubre de 2023   | 0.3        | 2.56                 |
| 5   | «One Night in Koreatown» | 1 de noviembre de 2023  | 0.3        | 2.95                 |
| 6   | «Secret History»         | 15 de noviembre de 2023 | 0.3        | 3.00                 |
| 7   | «A Kind of Magic»        | 6 de diciembre de 2023  | 0.3        | 2.46                 |
| 8   | «Nomads»                 | 13 de diciembre de 2023 | 0.3        | 2.59                 |
| 9   | «Off the Cuff»           | 30 de enero de 2024     | 0.2        | 1.69                 |
| 10  | «The Family Treasure»    | 6 de febrero de 2024    | 0.2        | 1.58                 |
| 11  | «The Outsider»           | 13 de febrero de 2024   | 0.2        | 1.34                 |
| 12  | «As the World Burns»     | 20 de febrero de 2024   | 0.2        | 1.38                 |
| 13  | «Against Time»           | 20 de febrero de 2024   | 0.2        | 1.36                 |